# Neandrina
La neandrina es un compuesto orgánico tóxico, es un glucósido cardíaco que se encuentra junto con el compuesto oleandrina en las adelfas (Nerium oleander). La ingestión de está planta puede causar efectos gastrointestinales y cardíacos. Los primeros consisten en náusea, vómitos, salivación excesiva, dolor abdominal, diarrea y especialmente en caballos, cólicos. Las reacciones cardíacas consisten em taquicardia al principio y más adelante enlentecimiento del ritmo cardíaco. En los análisis de sangre se detecta elevación del nivel de potasio (hiperpotasemia).